# (143052) 2002 WY2
143052 (2002 WY2) là một tiểu hành tinh vành đai chính được phát hiện ngày 24 tháng 11 năm 2002 bởi James Whitney Young ở Đài thiên văn Núi bàn gần Wrightwood, California.